# Pietro Vidoni (1610-1681)
Pietro Vidoni (Cremona, 8 novembre 1610 – Roma, 5 gennaio 1681) è stato un cardinale e vescovo cattolico italiano.

## Biografia
Nato da una famiglia nobile, figlio di Cecilia Gallerani e da Cesare Vidoni, marchese di San Giovanni in Croce, e nipote del cardinale Girolamo Vidoni, dopo aver studiato in varie università italiane, in giovane età si recò a Roma.
Durante il pontificato di papa Urbano VIII occupò le cariche di Governatore di Rimini, Tivoli, Sabina, Orvieto e Spoleto. Venne consacrato vescovo di Lodi il 9 ottobre 1644 e fu nunzio apostolico in Polonia dal 1652 al 1660.
Papa Alessandro VII lo elevò al rango di cardinale-presbitero nel concistoro del 5 aprile 1660, con il titolo di San Callisto (nel 1673 optò per il titolo di San Pancrazio fuori le mura). Legato pontificio a Bologna nel 1662, partecipò al conclave del 1669-1670, ma la Spagna pose il veto sulla sua elezione.
Camerlengo del Sacro Collegio dei Cardinali (1675-1676), morì a Roma il 5 gennaio 1681: venne sepolto nella chiesa dei carmelitani di Santa Maria della Vittoria, accanto allo zio. Un suo discendente omonimo, Pietro Vidoni iuniore, fu anch'egli cardinale.

## Genealogia episcopale e successione apostolica
La genealogia episcopale è:
- Cardinale Scipione Rebiba
- Cardinale Giulio Antonio Santori
- Vescovo Placido della Marra
- Cardinale Melchior Khlesl
- Cardinale Giovanni Battista Maria Pallotta
- Cardinale Pietro Vidoni

La successione apostolica è:
- Vescovo Stanisław Domaniewski (1654)
- Vescovo Jan Karol Dowgiałło Zawisza (1657)
- Cardinale Galeazzo Marescotti (1668)
- Arcivescovo Nestore Rita (1670)
- Arcivescovo Domenico de' Marini (1670)
- Vescovo Domenico Gianuzzi (1670)
- Vescovo Giovanni Battista Rabbia, C.R. (1671)
- Vescovo Giovanni Lucido Cataneo (1674)
- Vescovo Girolamo Valvassori, O.S.A. (1677)